# 珀西沃爾 (愛荷華州)
珀西沃爾（英語：Percival）是位於美國愛荷華州弗里蒙特縣的一個人口普查指定地區。

## 人口
根據2010年美國人口普查的數據，珀西沃爾的面積為1.14平方千米，當中陸地面積為1.14平方千米，而水域面積為0.00平方千米。當地共有人口87人，而人口密度為每平方千米76.32人。